# 스테판 에릭슨
보 스테판 M. 에릭슨(Bo Stefan M. Eriksson, 1961년 12월 14일~)은 스웨덴 비디오 게임 개발자이자 웁살라 출신의 범죄자로 그의 비즈니스 파트너인 Carl Freer 와 함께 영국 게임 회사 게임기 기즈몬도 에 연루되어 2005년 파산 할 때까지 있었다. 2006년 2월, 그는 기즈몬도 사 파산 이후 미국 캘리포니아주 말리부 에서 엔조 페라리를 사고낸 것으로 유명해졌다. 그는 돈세탁 용도로 기즈몬도(Gizmondo)를 개발하기 시작할 때까지 느슨한 범죄 조직 "Uppsalamaffian"(The Uppsala mafia, 웁살라 마피아)의 리더였다.

## 기즈몬도에 대해
문서 참고

## 기즈몬도 파산 이후
결국 그는 페라리 엔초를 몰다 사고를 내어 미국에서 수감되었고 형기를 다 채운 후에도 스웨덴에서 2014년 또 다른 죄목으로 기소 및 수감되었다.